# Millon Wolde
Millon Wolde (ur. 17 marca 1979) – etiopski lekkoatleta, specjalista od biegów długich, medalista igrzysk olimpijskich i mistrzostw świata.
Ulubionym dystansem Wolde'a był bieg na 5000 metrów i to na nim odnosi największe sukcesy:
- złoty medal podczas mistrzostw świata juniorów w lekkoatletyce (Annecy 1998)
- złoto igrzysk olimpijskich (Sydney 2000)
- srebrny medal na mistrzostwach świata w lekkoatletyce (Edmonton 2001)

Wolde ma również w dorobku brąz halowych mistrzostw świata (Maebashi 1999)

## Rekordy życiowe
- bieg na 3000 metrów – 7:32,36 (2000)
- bieg na 5000 metrów – 12:59,39 (1998)
- bieg na 3000 metrów (hala) – 7:35,84 (2000)